# Clear (Unix)
clear是Unix与类Unix操作系统中用于清屏的一条命令，其功能与MS-DOS命令cls相似。

Linux下Clear的效果展示

不同系统中，clear使用terminfo或termcap数据库，以及查询环境变量以获取终端类型，并以此决定清空屏幕的方式。在实际使用中，clear命令不需任何参数，如果附加参数执行则clear命令会自动忽略所有参数。